# Ловягин, Арсений Васильевич
Арсений Васильевич Ловягин (21 февраля 1908, Володино, Тверская губерния ― ?) ― советский учёный, педагог. Кандидат физико-математических наук, доцент. Директор Сталинградского механического института в 1939―1945 гг. Ректор Севастопольского приборостроительного института 1964-1980 гг.

## Биография
Родился 21 февраля 1908 года в деревне Володино, Тверская губерния. В 1930 году, отучившись в сельской школе второй ступени, поступил в Калининский педагогический институт на физико-математический факультет. После окончания учёбы был направлен в Коломенский педагогический техникум, где работал с сентября 1930 по март 1931 года преподавателем физики и математики. С марта по декабрь 1931 года находился на службе в Красной Армии в 1-м Читинском стрелковом полку 1-й Тихоокеанской стрелковой дивизии ОКДВА. После окончания службы сдал экзамены на командира взвода запаса и был демобилизован. После возвращения домой с декабря 1931 по июнь 1939 года работал в городе Калинине: в школе ФЗУ Калининского вагоностроительного завода, комсомольской школе среднего образования на том же заводе в качестве директора, а затем ― директором курсов мастеров соцтруда на этом же предприятии, и наконец ― директором Калининского машиностроительного техникума. В июне 1939 года был назначен директором Сталинградского механического института и работал на этом посту до апреля 1945 года. Во время битвы за Сталинград непосредственно участвовал в подготовке двух пулемётных рот рабочего ополчения на тракторном заводе. При нём институт был эвакуирован в Челябинск.
В апреле 1945 года Ловягин был освобожден от должности директора СМИ и отозван в распоряжение Наркомата танковой промышленности, а оттуда был направлен в Всесоюзный комитет по делам высшей школы при Совете Министров СССР.
Один месяц заведовал консультационными пунктами и работал старшим преподавателем кафедры математики во Всесоюзном заочном индустриальном институте в Москве. Затем был откомандирован в Одесский политехнический институт. Здесь с 1945 по 1952 года работал старшим преподавателем, доцентом кафедры высшей математики и начальника учебной части. В 1950 г. защитил кандидатскую диссертацию на соискание ученой степени кандидата физико-математических наук. В 1952 г. ему было присвоено ученое звание доцента кафедры Высшей математики. С сентября 1952 по апрель 1955 года заведовал кафедрой вышей математики. С апреля 1955 по май 1956 год работал заместителем директора по учебно-научной работе. Вслед за тем четыре года снова возглавлял кафедру высшей математики. В ноябре 1960 г. был назначен директором Севастопольского филиала Одесского политехнического института и заведующим кафедрой высшей математики. В январе 1964 г. был назначен ректором Севастопольского приборостроительного института, которым руководил до конца 1980-х годов.
Был награждён двумя орденами «Знак Почета» и медалями «За трудовую доблесть», «За оборону Сталинграда».